# Alexandre III (pape)
Pour les articles homonymes, voir Bandinelli et 
Alexandre III.
Rolando Bandinelli, né vers 1105 à Sienne et mort le 30 août 1181 à Civita Castellana, est le 170e pape de l’Église catholique sous le nom d'Alexandre III à partir du 7 septembre 1159 jusqu'à sa mort.

## Biographie

### Formation et premières années
Après des études de droit canonique à l'université de Bologne, il enseigne cette matière d'abord à Bologne, puis à Pise. Il compose la Stroma ou Summa Magistri Rolandi,  l'un des premiers commentaires du Décret de Gratien.
En octobre 1150, le pape Eugène III le nomme cardinal, au titre des saints Côme et Damien ; ensuite il devient cardinal-prêtre de Saint Marc. C'est probablement à cette période qu'il compose ses Sentences, basées sur l'Introductio ad theologiam de Pierre Abélard. En 1153, il devient chancelier de l'Église et est le meneur des cardinaux opposés à l'empereur Frédéric Barberousse, élu Roi des Romains en 1152, qui veut étendre son pouvoir sur l'Italie.

### Le pape

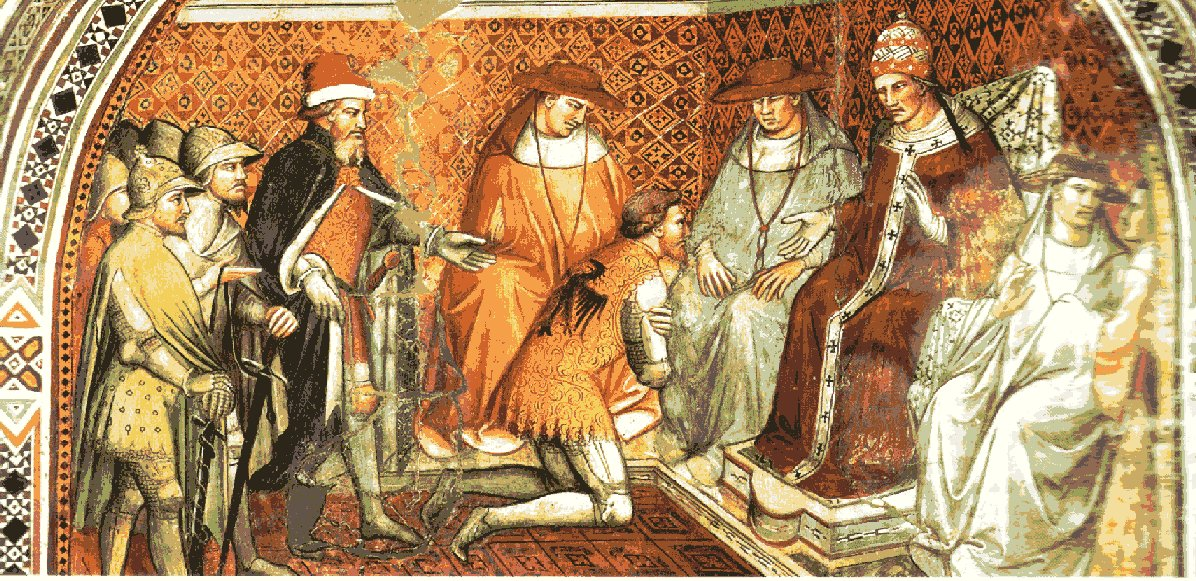
Spinello Aretino, L'Empereur Frédéric Barberousse se soumet à Alexandre III, Sienne, Palazzo Pubblico.

Le 7 septembre 1159, il est élu comme successeur du pape Adrien IV ; cependant, une minorité de cardinaux pro-germaniques élit le cardinal prêtre Octavien, qui prend le nom  de Victor IV. Ce dernier, comme ses successeurs Pascal III (1164-1168) et Calixte III (1168-1178), reçoit le soutien de l'empereur. Celui-ci réunit alors un concile à Pavie, qui reconnait Victor IV comme seul pape légitime, mais les grands États chrétiens (France, Angleterre, Sicile, et royaumes ibériques), après avoir réuni un autre concile dans la collégiale Saint-Pierre de Neuf-Marché reconnaissent, eux, Alexandre III. En 1160, il excommunie Barberousse.
Durant la guerre, Alexandre III doit se réfugier en France à partir de 1162. Il arrive tout d'abord, le 11 avril, à Maguelone où il est reçu par l'évêque Jean de Montlaur, il confirme les exemptions de charges des novales de l'abbaye Saint-Félix-de-Montceau le 16 mai par une bulle dans laquelle il mettait les biens de cette abbaye sous la protection du Saint-Siège, puis Montpellier. Au mois de juin, il se dirige vers le nord à travers le Massif central. Il est ainsi reçu à Alès, Mende et Le Puy avant d'arriver à Clermont le 14 août. Il reçoit dans cette ville le roi d'Angleterre Henri II. Puis il se dirige vers Tours où il passe les fêtes de Noël. Durant l'année 1163, il réside tantôt à Tours, tantôt à Paris. En septembre 1163, il s'établit à Déols, de là, Alexandre III confirme les biens de l'abbaye Sainte-Geneviève de Paris apud Fontanetum et balnéolais (à Fontenay et à Bagneux). Ces biens étaient terras et nemora et prata, autrement dit terres, bois et prairies. Il donne également en 1163 une bulle à Dom Moyse de Bréhant, abbé de l'abbaye Saint-Aubin des Bois en la paroisse de Plédéliac, au duché de Bretagne, confirmant tous les dons faits à l'abbaye par les fidèles.
Il convoque le concile de Tours le 19 mai. Au mois d'octobre, il se retire à Sens. De cette ville, il expédie en 1164 un rescrit à Bertrand de Leyran, abbé de l'abbaye Sainte-Croix de Bordeaux, confirmant ce monastère dans ses possessions et privilèges. Il reste à Clermont jusqu'au 23 novembre 1165.
À cette date, il retourne à Rome, mais il doit à nouveau fuir sous la pression de l'empereur venu en 1166 à Rome se faire couronner par l'antipape Pascal III. Ses partisans romains ayant été défaits en mai 1167 à la bataille de Prataporci, il se retranche dans Rome mais finalement se réfugie, à Gaète, Bénévent (1167)-(1168-1169), d'où il donne une bulle confirmant les droits de l'évêque de Maguelone sur les moniales bénédictines de l'abbaye Saint-Geniès-des-Mourgues et Saint-Félix-de-Montceau, et le 3 janvier 1170, il ordonnait aux mêmes religieuses de se soumettre à la réforme que l'évêque voulait leur imposer . Hildegarde, abbesse de l'abbaye Saint-Avit-les-Guêpières, transige en 1168, avec Hugues, abbé de Saint-Calais  et obtient du pape Alexandre III une bulle en date du 16 septembre 1170, maintenant les biens de son abbaye. Alexandre III se rend ensuite à  Anagni et Venise, et retrouve des appuis dans le nord de l'Italie. Les cités lombardes, qui s'étaient unies en janvier 1167 en une Ligue lombarde, infligent à Barberousse une sévère défaite à Legnano. L'empereur cède et reconnaît Alexandre III comme pape au traité de Venise en 1177. Le 12 mars 1178, Alexandre III rentre à nouveau à Rome, chassant l'antipape Calixte III, qui abdique quelques mois plus tard.
En mars 1179, il réunit le IIIe concile du Latran, reconnu par l'Église romaine comme le onzième concile œcuménique ; il réussit à faire adopter plusieurs de ses propositions pour améliorer l'état de l'Église, dont la règle, encore en vigueur, de la majorité des deux tiers pour l'élection d'un nouveau pape (constitution licet de vitandia discordia).
Ce synode marque l'apogée du pouvoir d'Alexandre III. En plus d'avoir fait céder Barberousse, il a humilié Henri II d'Angleterre dans sa confrontation avec Thomas Becket, archevêque de Cantorbéry, il a confirmé le droit d'Alphonse Ier du Portugal à la couronne, et, fugitif, il a joui de la faveur et de la protection de Louis VII de France. Néanmoins, peu de temps après la fin du synode, la république romaine (en) le force à quitter la ville où il ne reviendra jamais. Le 29 septembre 1179, quelques nobles mettent en place l'antipape Innocent III. Utilisant judicieusement le pouvoir de la finance, Alexandre III revient au pouvoir. En 1181, il excommunie Guillaume Ier d'Écosse et jette l'interdit sur le royaume d'Écosse.

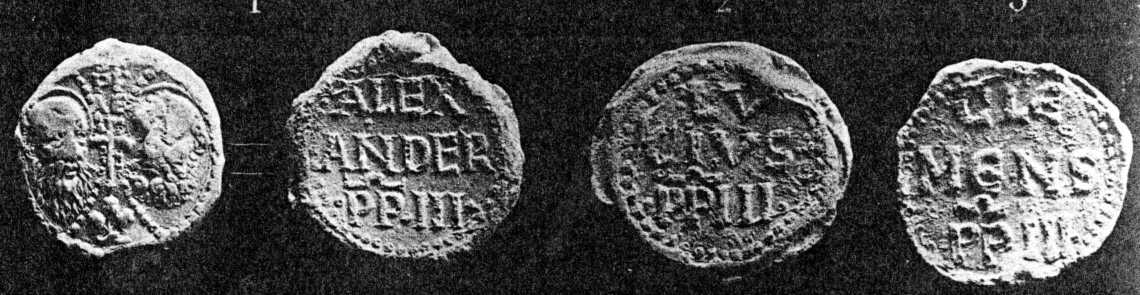
Sceaux de Bulle pontificale d'Alexandre III.

## Bulles et lettres
- Avril 1164 : lettre confirmant les donations faites jadis à l'abbaye de Saint-Martin d'Autun[5].
- 1164 : lettre donnant les noms des seigneurs ayant fait des donations pour la fondation de l'abbaye de Sept-Fons.
- 24 mars 1170 : lettre Non est dubium, par laquelle Alexandre III renforce la Ligue lombarde en déclarant que sa cause (la lutte contre l'empereur Frédéric Barberousse en Italie du nord) est celle de Dieu et celle du Siège apostolique, et que toute ville qui s'en désolidarisera verra ses dirigeants frappés de sanctions canoniques[6].
- 1171 : lettre d'Alexandre III du 15 février 1171 par laquelle il prend l'abbaye de Tamié (Savoie) sous sa protection et celle de Saint Pierre. Veut que l'ordre monastique qui y est institué selon la règle de Saint Benoit et l'institution des frères de Cîteaux y soit à perpétuité observé. Veut que toutes sortes de biens qu'il possède et possédera lui demeurent inviolablement et en particulier le lieu où l'abbaye est fondée.
- 16 octobre 1176 bulle pontificale à l'abbaye Saint-Avit-les-Guêpières depuis Anagni, confirmant les possessions de cette abbaye[7].
- juillet 1177 : le pape Alexandre III confirme la donation faite aux frères hospitaliers de Saint-Jean-de-Jérusalem dans le diocèse de Cambrai par l’évêque de ce siège, avec leurs appendances et dépendances. Il menace de l’indignation du Tout-Puissant et des bienheureux apôtres saint Pierre et saint Paul les contrevenants éventuels à cet acte.
- 1179 : lettre accordant protection à une grange cistercienne fondée par les moines de l'abbaye de Villers-Bettnach et connue sous le nom de « Merle » à L'Hôpital, devenue plus tard siège de l'église Saint-Nicolas de L'Hôpital.
- 1181 : lettre confirmant la fondation par Fouque II baron du Merle et de Messei, de l'abbaye de la Genevraye puis de l'abbaye des Prémontrés de Saint-Jean-Baptiste de Falaise[8].